# Transat Jacques-Vabre 2007
Navigation
2005 2009
La Transat Jacques-Vabre 2007 est la huitième édition de la Transat Jacques-Vabre, aussi appelée La Route du café. Le départ a été donné les 3 (pour les monocoques) et 4 novembre 2007 (pour les multicoques) du Havre avec une arrivée à Salvador de Bahia au Brésil.

## Type de bateau
Quatre types de bateaux sont admis à participer :
- Des voiliers multicoque dont la longueur est de 60 pieds soit 18,28 m. Ces bateaux doivent répondre aux règles de la classe ORMA.
- Des voiliers multicoque dont la longueur est de 50 pieds soit 15,24 m. Ces bateaux doivent répondre aux règles de la classe Multi50.
- Des voiliers monocoque dont la longueur est de 60 pieds soit 18,28 m. Ces bateaux doivent répondre aux règles de la classe IMOCA 60 pieds.
- Des voiliers monocoques dont la longueur est de 40 pieds soit 12,18 m. Ces bateaux doivent répondre aux règles de la Class40.

## Participants
Un nombre record de soixante skippers ont pris le départ de cette course (5 ORMA, 8 Multi50 , 17 IMOCA et 30 Class40).

## Classement

### ORMA

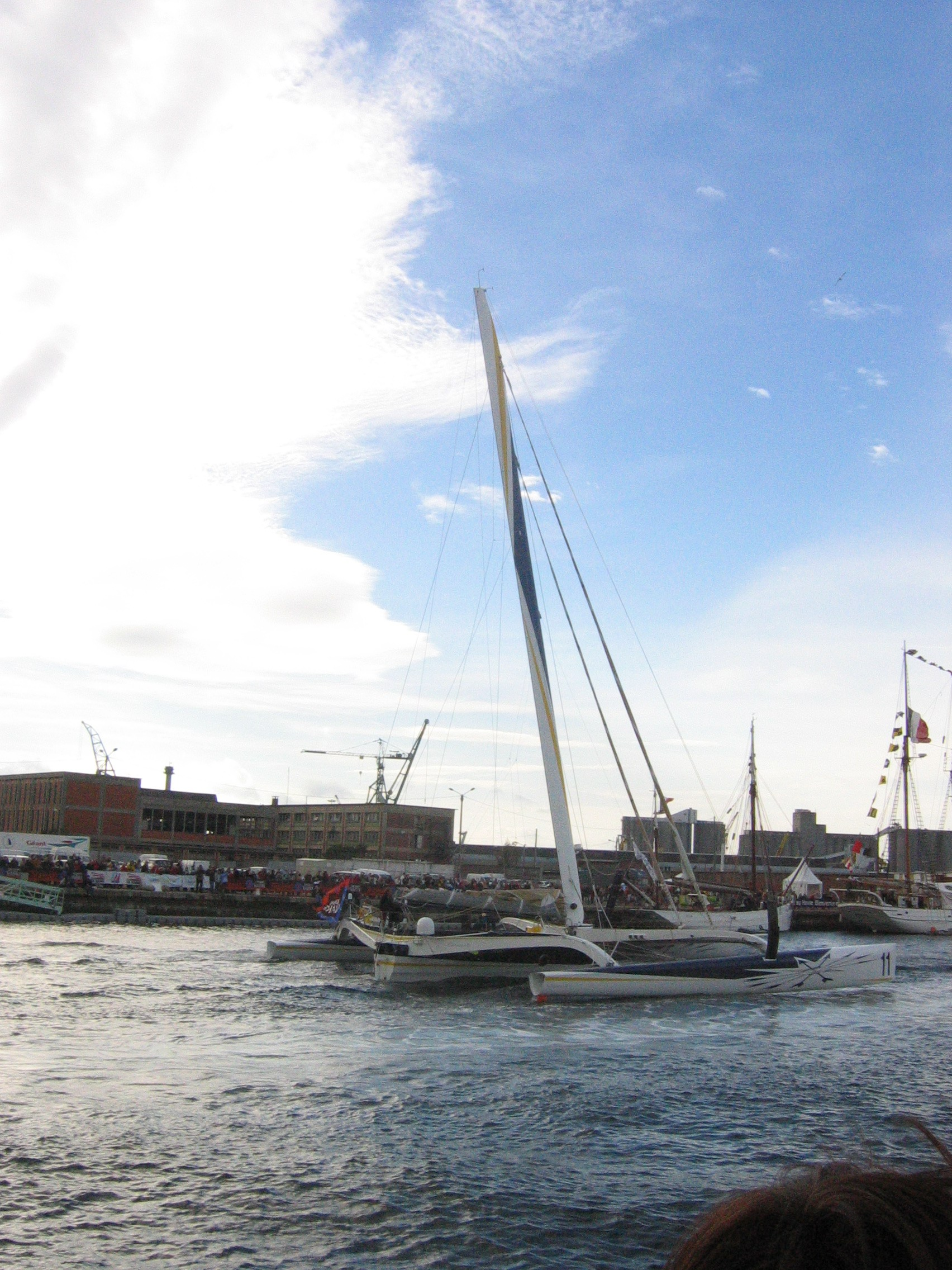
Gitana 11

|   | Bateau              | Skippers                           | Temps            |
| - | ------------------- | ---------------------------------- | ---------------- |
| 1 | Groupama 2          | Franck Cammas et Stève Ravussin    | 10 j 00 h 38 min |
| 2 | Gitana 11           | Lionel Lemonchois et Yann Guichard | 10 j 09 h 49 min |
| 3 | Banque Populaire IV | Pascal Bidégorry et Yvan Ravussin  | 10 j 16 h 57 min |
| 4 | Brossard            | Yvan Bourgnon et Jacques Vincent   | 11 j 01 h 15 min |
| 5 | Sopra               | Antoine Koch et Grégory Gendron    | 11 j 11 h 23 min |

### Multi50
|   | Bateau                    | Skippers                                   |
| - | ------------------------- | ------------------------------------------ |
| 1 | Crêpes Whaou!             | Franck-Yves Escoffier et Karine Fauconnier |
| 2 | Laiterie de Saint-Malo    | Victorien Erussard et Frédéric Dahirel     |
| 3 | Croisières Anne Caseneuve | Anne Caseneuve et Djamina Houdet           |
| 4 | NIM Intérim Management    | Lalou Roucayrol et Pierre Van Den Broek    |
| 5 | Négoceane                 | Roger Langevin et Alexis Langevin          |
| 6 | Victorinox                | Dany Monnier et Pierre Dupuis              |
| 7 | DZ energy.com             | Hervé De Carlan et Nolwenn De Carlan       |

Abandon de Jean-François Lilti et Xavier Gosselin (Avocet 50)

### IMOCA
|    | Bateau              | Skippers                                    |
| -- | ------------------- | ------------------------------------------- |
| 1  | Foncia              | Michel Desjoyeaux et Emmanuel Le Borgne     |
| 2  | Safran              | Marc Guillemot et Charles Caudrelier        |
| 3  | Cheminées Poujoulat | Bernard Stamm et Tanguy Cariou              |
| 4  | VM Matériaux        | Jean Le Cam et Gildas Morvan                |
| 5  | Ecover III          | Mike Golding et Bruno Dubois                |
| 6  | Groupe Bel          | Kito De Pavant et Sebastien Col             |
| 7  | Brit Air            | Armel Le Cléac'h et Nicolas Troussel        |
| 8  | Gitana Eighty       | Loick Peyron et Jean-Baptiste Levaillant    |
| 9  | Generali            | Yann Elies et Sebastien Audigane            |
| 10 | Roxy                | Samantha Davies et Jeanne Grégoire          |
| 11 | Maisonneuve         | Jean-Baptiste Dejeanty et Hervé Laurent     |
| 12 | Akena Vérandas      | Arnaud Boissières et Jean-Philippe Chomette |
| 13 | Cervin EnR          | Yannick Bestaven et Ronan Guérin            |
| 14 | Aviva               | Dee Caffari et Nigel King                   |
| 15 | Pakea Bizkaia 2009  | Unai Basurko et Gonzalo Gandarias           |
| 16 | Great American III  | Rich Wilson et Mike Birch                   |

Abandon de Jonny Malbon et Graham Tourell (Artémis)

### Class40
|    | Bateau                         | Skippers                                  |
| -- | ------------------------------ | ----------------------------------------- |
| 1  | Télécom Italia                 | Giovanni Soldini et Pietro D'Ali          |
| 2  | ATAO Audio System              | Dominic Vittet et Thierry Chabagny        |
| 3  | Chocolats Monbana              | Damien Grimont et Erwan Le Roux           |
| 4  | Appart City                    | Yvan Noblet et Patrick Morvan             |
| 5  | A.ST Groupe                    | Marc Emig et Bertrand de Broc             |
| 6  | Groupe Partouche               | Christophe Coatnoan et Christophe Le Bas  |
| 7  | Vecteur Plus - Groupe Moniteur | Bruno Jourdren et Nicolas Pichelin        |
| 8  | Novedia Set Environnement      | Tanguy de Lamotte et Nick Bubb            |
| 9  | Sidaction                      | Arnaud Aubry et Antoine Carpentier        |
| 10 | Mistral Loisirs                | Elior Thierry Bouchard et Oliver Krauss   |
| 11 | Deep Blue                      | Florence Arthaud et Luc Poupon            |
| 12 | Thirard                        | Pascal Doin et Eric Defert                |
| 13 | Siegena Aubi                   | Marc Lepesqueux et Felipe Cubillos        |
| 14 | 40 Degrees                     | Peter Harding et Anne Liardet             |
| 15 | E Leclerc Ville La Grand       | Jean-Michel Viant et Olivier Magre        |
| 16 | Clarke Offshore Racing         | Simon Clarke et David Lindsay             |
| 17 | Merci les amis!                | Cecile Poujol et Rémi Beauvais            |
| 18 | En avant les enfants!          | Yvon Berrehar et Gérald Bibot             |
| 19 | Pindar 40                      | Jo Royle et Alexia Barrier                |
| 20 | Nous Entreprenons              | Jacques Fournier et André Jantet          |
| 21 | Jardin Bio - Prévoir           | Benoît Parnaudeau et Jean-Christophe Caso |
| 22 | Commerce équitable             | Jean-Edouard Criquioche et Louis Duc      |
| 23 | Concise                        | Dan Gohl et Tom Gall                      |
| 24 | EDF Energies Nouvelles         | David Augeix et Nicolas Marchand          |
| 25 | Groupe Sefico                  | Lionel Regnier et Pierre Yves Cavan       |
| 26 | Merena                         | Alexis Guillaume et Bernard Boon Falleur  |
| 27 | Grassi Bateaux                 | Eric Galmard et Olivier Grassi            |
| 28 | Gonser Group                   | David Lefebvre et Florian Gonser          |

Abandons d'Alex Benett et Ifor Pedley (Fujifilm) et de Lenjohn Van Der Vell et Peter Van Der Vell (Kazimir Partners)